# Adidas
Adidas AG FWB ADS és una empresa alemanya d'equipaments esportius. Moltes persones erradament pensen que Adidas és un acrònim d'All Day I Dream About Sports. En la veritat Adidas és una unió entre els dos noms del fundador, Adi Dassler. L'Adidas va ser fundada el 1920, i Rudolf, el germà d'Adi, va fundar l'empresa rival Puma el 1924.
Administrativament, adidas està dividida en tres seccions:
- Adidas Sport Performance.
- Adidas Sport Heritage.
- Adidas Sport Style.

## Presidents
- Bernard Tapie (1990-1993)
- Robert Louis-Dreyfus (1993-2007)
- Herbert Hainer (2001-2005)

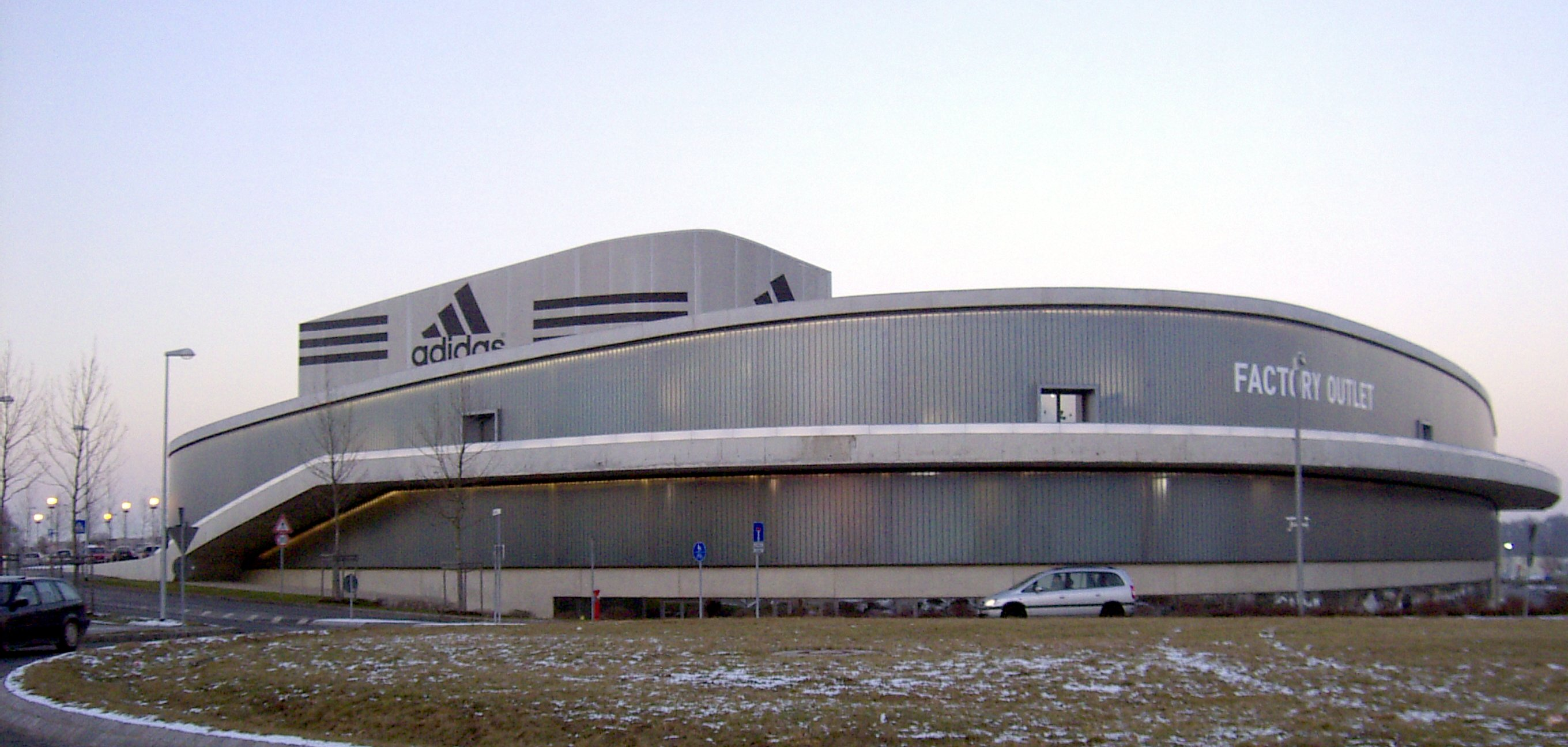
Fàbrica d'Adidas a Herzogenaurach, Alemanya.

- Erich Stamminger (2006 a l'actualitat)

## Dades financeres
| Any          | 2002  | 2003  | 2004  | 2005  | 2006   |
| ------------ | ----- | ----- | ----- | ----- | ------ |
| Vendes       | 6.523 | 6.266 | 6.478 | 6.636 | 10.084 |
| OIBDA        | 532   | 627   | 725   | 818   | 1.098  |
| Resultat Net | 208   | 260   | 314   | 382   | 483    |
| Deute        | 1.498 | 946   | 594   | -551  | 2.231  |